# Установки дегідрогенізації в Омську
Установка дегідрогенізації в Омську — складова нафтохімічного майданчику в Омській області Росії.
В 1962-му завод у Омську почав випуск бутадієнового каучуку на основі привозної сировини. Втім, вже у 1963-му він отримав власне виробництво бутадієну за технологією двостадійної дегідрогенізації, коли спершу бутан конвертували у олефіни – н-бутени, які в свою чергу перетворювали на цільовий діолефін. Потужність цього напрямку становила 45 тисяч тон на рік, при цьому із запуском наприкінці десятиліття піролізного виробництва омський майданчик також отримав змогу продукувати бутадієн шляхом його виділення з піролізної фракції С4. 
Через низьку рентабельність дегідрогенізацію бутану у підсумку довелось зупинити, проте напрямок дегідрогенізації продовжив існувати. В 1990-х почали виробництво високооктанової паливної присадки — метилтретинного бутилового етеру, який отримують шляхом реакції ізобутилену та метанолу. Для цього, зокрема, організували розділення бутан-бутиленової фракції (бутану технічного) із отриманням ізобутану та н-бутану та виробництво ізобутилену шляхом дегідрогенізації ізобутану. Потужність заводу по МТБЕ первісно становила 187 тон на добу (біля 60 тисяч тон на рік), а в подальшому була доведена до 800 тон на добу. В 2011-му було фактично вироблено 220 тисяч тон МТБЕ.
Піролізна установка також припинила діяльність з 1997 року, проте продукування бутадієну з бутилен-бутадієнової фракції продовжилось на основі покупної сировини. Окрім бутадієну зазначена фракція містить необхідний для виробництва МТБЕ ізобутилен та н-бутени. В 2012-му на основі н-бутенів почали випускати новий високооктановий компонент з октановим числом 94 – 96.